# Spring Hope
Spring Hope is een plaats (town) in de Amerikaanse staat North Carolina, en valt bestuurlijk gezien onder Nash County.

## Demografie
Bij de volkstelling in 2000 werd het aantal inwoners vastgesteld op 1261.
In 2006 is het aantal inwoners door het United States Census Bureau geschat op 1279, een stijging van 18 (1,4%).

## Geografie
Volgens het United States Census Bureau beslaat de plaats een oppervlakte van
3,6 km², geheel bestaande uit land. Spring Hope ligt op ongeveer 61 m boven zeeniveau.

## Plaatsen in de nabije omgeving
De onderstaande figuur toont nabijgelegen plaatsen in een straal van 20 km rond Spring Hope.